# 橘梗蔓綠絨
橘梗蔓綠絨（英語：Philodendron billietiae） [(bi·lli·et·i·ae) 發音為“bili ətiā”)] 或稱橘柄蔓綠絨是蔓綠絨屬的半附生植物，原產於巴西、圭亞那和法屬圭亞那。 本物種是1995年確認的新發現，因其獨特的橙黃色葉柄和波浪脊狀葉緣而聞名。[2]

## 歷史
橘梗蔓綠絨於 1981 年由Frieda Billiet在法屬圭亞那的低海拔熱帶雨林樹冠層下(座標：4°18'00.0"N 52°10'00.0"W)首次發現。發現者收集植物的活體樣本並在位於梅瑟的比利時國家植物園的溫室中進行栽培。

## 培育方式
本物種為熱帶雨林植物，需要較高的溫度，約在20到25°C。夜間溫度建議至少要在18°C以上。這植物最好是在明亮的散射光下成長，但是避免陽光直射。需要潮濕的環境，在葉子上噴水對它的生長有幫助。栽培介質需要保持濕潤，不可完全乾燥。4月到10月可以盡量澆水，但不可讓根部泡水。若是盆栽方式栽培需要用支架或水苔棒支撐以利攀爬。夏季至秋季需要施加液態肥料。每兩年換盆一次，換盆的時間是在4月，介質可用腐植土、壤土、粗沙各1份調配。如果一切配合得當，它一年可以長4片新葉片。如果要繁殖這植物，可以切頂芽繁殖或是用帶著一片成熟的葉片的1到3節莖節以扦插法繁殖，適合在5月或是6月進行。莖節段放在盆土接近空氣的地方，下方溫度保持在21到26°C。

## 外部連結
维基共享资源上的相關多媒體資源：橘梗蔓綠絨